# Secrets of Rætikon
Secrets of Rætikon — это компьютерная игра в жанре action-adventure, структура которой представляет собой открытый мир. Игра разработана и издана Broken Rules. В этой игре необходимо управлять птицей и исследовать окружающий мир. Животные в игре могут вести себя по-разному. Также в Secrets of Rætikon доступны древние, согласно сюжету игры, головоломки. Разработка игры началась в 2011 году, официально игра была анонсирована в июле 2013 года, за этим последовал выпуск альфа-версии, также игра стала доступной в раннем доступе Steam. Secrets of Rætikon была выпущена 17 апреля 2014 года для Windows, OS X и Linux. Игра получила смешанные отзывы, высоко были оценены графика и физический движок, применявшийся при движении персонажей. Тем не менее, непоследовательность игры и отсутствие связности критиковались, также были отмечены технические недоработки.

## Игровой процесс
Скриншоты игры
Secrets of Rætikon — это однопользовательская игра-песочница, в которой есть сюжет. Структура уровней представляет собой открытый мир, жанр игры — action-adventure. Персонаж игры — птица. Игрок управляет птицей с помощью трех кнопок: при нажатии первой птица хлопает крыльями, при нажатии второй берёт предметы в клюв, при нажатии третьей кнопки птица издаёт звук. Игрок может использовать только клавиатуру и мышь, но разработчик рекомендует управлять игрой с помощью контроллера.
Цель игры состоит в том, чтобы пролететь через местность Rætikon и разгадать её тайны. От игрока требуется собрать реликвии, чтобы зарядить энергией древнее устройство. Окружающая среда разделена на тематические уровни: болото, лагуну, горные вершины и леса. На каждом из уровней находятся осколки, их можно собирать. Реликвии становятся доступны с помощью осколков. При переносе реликвий игрок может встретиться с врагами и опасностями, связанными с окружающей средой. В игре доступны дополнительные уровни, которые можно открыть, завершив головоломки, предлагающие восстановить разрушенные статуи животных. На каждом уровне игры находятся разные животные и объекты окружающей среды, с ними игрок может взаимодействовать.

## Разработка
Впервые о появлении игры Rætikon объявили в июле 2013 года, хотя разработка игры началась в 2011 году. Broken Rules Games, разработчик и издатель игр из Вены, ранее работал над игрой для Wii U под названием Chasing Aurora (2012), эта игра была основана на многопользовательском прототипе игры Rætikon. Игра частично основана на культуре альпийского региона, завоеванного Римской империей.  Визуальные эффекты были вдохновлены ощущениями полёта, подобными снам. Стремясь повысить реиграбельность игры, разработчики акцентировали внимание на искусственном интеллекте, физическом и интерактивном компонентах игры. В том числе, в игру было добавлено поведение, характерное для животных, листва растений стала опадать.
Broken Rules выпустила альфа-версию игры в октябре 2013 года. Примерно в то же время они объявили краудфандинговую кампанию на Indiegogo вместо того, чтобы искать издателя. После этога игра стала доступна в раннем доступе Steam. Rætikon вышла 17 апреля 2014 года для платформ Windows, OS X и Linux. Steam-версия игры поддерживает Steam Workshop, доступен редактор уровней, позволяющий пользователям создавать и делиться контентом.

## Оценки
Игра получила «смешанные или средние отзывы», согласно агрегатору обзоров Metacritic. Рецензенты высоко оценили игровую графику и физический компонент игры, но раскритиковали игру за отсутствие связности. Некоторым из экспертов понравились ситуации, когда части игры соединялись в целое. По оценкам рецензентов, продолжительность игры составляет от 2 до 3 часов.
Сэм Прелл при написании обзора для Joystiq счёл, что приключение имело ограничения и было линейным, «как экскурсия». Он решил, что карта Rætikon поощряет игрока думать о том, куда необходимо идти далее, а не исследовать игру в режиме открытого мира. Таким образом, он чувствовал, что философия геймплея противоречива.  Джофф Тью, эксперт Hardcore Gamer, счёл, что игра «совершает ряд основных грехов геймдизайна». Он чувствовал, что животные, которые крадут предметы, необходимые для выполнения игровых целей, мешали ему, также он жаловался на необходимость постоянно возвращаться назад. Джон Дентон, писавший для журнала Eurogamer, добавил, что многочисленные «крайне раздражающие конфликты» с животными навредили темпу игры. Он отметил, что на геймплей игры повлияла игра Fez и сравнил синие осколки, присутствующие в игре, с механикой игры Dark Souls. Дентон счёл, что игра не заслуживает стольких усилий, сколько требуется игрокам, чтобы понять ее сюжет. Рецензенты отметили технические проблемы в игре. Прелл отметил проблемы, связанные с физикой в игре, также он отметил, что сохранение игры работало неверно. Rætikon не поддерживала сохранение игры вручную, а автоматическое сохранение часто происходило в тот момент, когда персонаж игрока застревал. Тью (писавший для Hardcore Gamer) обнаружил ошибки, связанные с физикой. Эти ошибки привели к тому, что он оказался в ловушке, чтобы выбраться из ловушки, пришлось использовать клавиатуру, а не только контроллер Xbox 360.
Как только речь заходила о графике игры, большинство экспертов отзывались о ней положительно. Дентон описал игровой мир как «красиво нарисованный». Прелл написал, что стиль Rætikon, во многом основанный на треугольниках, привёл к тому, что персонажи казались бумажными. Этот стиль, по его словам, придавал игре «чувство благоговения и духовности» (в сочетании с сюжетом игры). Рецензент сравнил игру с игрой Shadow of the Colossus. Тью также отметил, что игра во многом напоминает оригами. Тем не менее, Тью всё равно считал, что, хотя визуальные эффекты были «особенными», «альпийская» часть игры была «шаблонной и предсказуемой», а ее «красивый внешний вид и механика плавных движений» не компенсировали остальные негативные моменты игры. Эксперт счёл игру «поверхностной», неинтересной и «разочаровывающей». Дентон (писавший для Eurogamer) похвалил игру за те моменты, когда он догадывался, как именно добыть необходимый предмет, но в конечном итоге счёл Rætikon «неуклюжей», «не соответствующей его стилю» и вызвавшей разочарование.